# Enric I de Brabant
Enric I de Brabant dit el Brau o el Guerrer (~1165 - Colònia, 5 de setembre de 1235) fou comte de Brussel·les (1179), landgravi i duc de Brabant (1183) i des de 1190 comte de Lovaina, marquès d'Anvers i duc nominal de Baixa Lorena. Era el fill de Godofreu III de Lovaina i de Margarida de Limburg, que s'havien casat en una temptativa de posar fi al conflicte entre Lovaina i Limburg pel ducat de Baixa Lotaríngia.
Els seus pare el va associar al govern i quan tenia 15 anys li va concedir el títol de comte de Brussel·les i se l'esmenta des de llavors com a miles, nec non comes (cavaller així com comte) al costat del seu pare. El 1179, es va casar amb Matilde de Boulogne, neboda de Felip d'Alsàcia, comte de Flandes. Va lluitar repetidament contra el comte d'Hainaut i va governar les terres del seu pare en les seves absències; va anar a Terra Santa el 1182 a 1184. El 1183, arribat a l'edat de governar, l'emperador va erigir landgraviat de Brabant (que li va cedir el pare) en ducat de Brabant, i fou per tant el primer duc. Enric va fundar Bois-le-Duc el 1185. El 1190, unes poques setmanes després de la mort del seu pare, va rebre el ducat de la Baixa Lotaríngia en feu de l'imperi (Dieta de Schwäbisch Hall, sota la presidència d'Enric VI del Sacre Imperi Romanogermànic; allí Enric va intentar oposar-se al reconeixement oficial del marquesat de Namur que el rei havia creat per consolidar la unió de l'herència d'Enric el Cec amb el comtat d'Hainaut; El duc de Brabant afirmava que el seu ducat s'havia d'estendre fins als límits del Cambresis; convidat a justificar aquesta asserció anomenant els comtats dels quals era el senyor feudal, va citar Lovaina, Anivelles, Aarschot, Cuijk, Gueldre, Clèveris, Looz; però el canceller d'Hainaut, Gislebert, va respondre immediatament que mai els comtes de Lovaina, fins i tot quan foren ducs, havien tingut un dret qualsevol sobre els territoris de Namur i d'Hainaut, i els pars reunits van jutjar per dret que el ducatus no havia de comprendre més que els feus mantinguts pel duc o que altres tenien d'ell. L'incident mostrava que ni tan sols la cort imperial ja no se sabia a què atenir-se sobre aquest punt; les pretensions d'Enric de Lovaina estaven lluny d'aplicar-se a la Baixa Lotaríngia sencera: ni Frísia, ni els països ripuaris, ni la regió de les Ardenes i els seus dominis podrien ser ja reivindicats; finalment el judici de la dieta establia que en el transcurs del temps el poder ducal ja no era l'intermediari necessari entre el del rei i els comtes; era un títol honorífic, un grau superior en la jerarquia principesca, però allò no implicava una preponderància perquè que la relació feudal no l'havia creat de manera expressa. El nou marquesat de Namur, que d'altra banda no va ser més que un títol decoratiu, s'assentava des de llavors com un fragment individual i perfectament independent de l'antiga Baixa Lotaríngia. Va seguir un conflicte obert amb els comtes d'Hainaut i de Namur, conegut sota el nom de guerres de Lembeek en el qual cadascun intenta reprendre territoris a l'altre. Un tractat de pau fou finalment signat el 1194, fixant definitivament les fronteres entre el Brabant i l'Hainaut.
Es va oposar també a l'emperador Enric VI sobre l'elecció del bisbe de Lieja, un cas que va acabar amb l'assassinat el 1192 del bisbe, que no era altre que Adalberó o Adalbert o Albert, germà d'Enric de Brabant. D'altra banda l'emperador Enric VI retenia presoner a Ricard Cor de Lleó, que el marcgravi d'Àustria Leopold V el Virtuós li havia entregat, i es va oferir a lliurar-lo al rei de França, mentre que els prínceps lotaringis eren pro-anglesos. Finalment l'emperador va cedir i va alliberar el rei d'Anglaterra contra el rescat excessiu. El comte d'Hainaut i el duc de Brabant es van enfrontar a continuació, durant quatre anys, en l'elecció del successor del bisbe Albert de Lieja.
El 1197 va dirigir una expedició de l'emperador Enric VI a Terra Santa que va conquerir Sidó i Beirut.
La seva esposa va recolzar l'elecció d'Otó IV de Brunswick, i Enric fou un dels seus seguidors, com la majoria dels senyors de la baixa Alemanya, mentre que l'alta Alemanya va donar suport a Felip de Suàbia, germà d'Enric VI. El 1204, Enric va canviar de bàndol i es va aliar al rei de França i a Felip de Suàbia.
El 1204 va entrar en conflicte amb el principat de Lieja, quan el darrer comte de Moha va vendre el seu comtat al príncep de Lieja, malgrat un acord que prevenia que passaria a Brabant si moria sense hereus. Després de l'assassinat de Felip de Suàbia (1208), va lluitar activament contra el bisbe de Lieja i va patir una derrota el 1213 en la batalla de Steps i haver de cedir els seus drets sobre Moha al bisbe Hug de Pierrepont; després es va acostar de nou a Otó de Brunswick, i va lluitar al seu costat a Bouvines on va estar a punt de ser capturat. Poc després, es va aliar a l'emperador Frederic II, el fill d'Enric VI. El regnat d'Enric de Brabant es va tornar llavors més tranquil.
De tornada d'una missió a Anglaterra, on va ser responsable de recollir i escortar a Isabel d'Anglaterra, promesa de Frederic II, va caure malalt i va morir a Colònia. Enric I va ser enterrat a l'església de Sant Pere a Lovaina en un mausoleu jacent que encara es conserva entre el cor de l'església.

## Matrimoni i fills
En primeres noces es va casar el 1179 amb Matilde de Boulogne (1170 † 1210), la filla menor de Mateu d'Alsàcia i Maria de Blois, comte i comtessa de Boulogne. Foren els pares de:
- Adelaida (1190 † 1265), comtessa de Boulogne, casada amb:
  - el 1206 amb Arnold III († 1221), comte de Looon
  - el 1225 amb Guillem X de Clarmont (1195 † 1247), comte d'Alvèrnia
  - amb Arnould de Wezemaal, mariscal de Brabant.
- Maria (1190 † vers 1270), casada amb:
  - Otó IV (1177 † 1218), emperador del Sacre Imperi Romanogermànic
  - el 1220 amb Guillem I (1167 † 1223), comte d'Holanda
- Margarida (1192 † 1231), es va casar el 1206 amb Gerard III († 1229), comte de Gueldre
- Matilde (1200 † 1267), es va casar amb:
  - el 1212 amb Enric II († 1214), comte palatí del Rin
  - el 1224 amb Florenci IV (1210 † 1234), comte d'Holanda, fill de Guillem I d'Holanda
- Enric II (1207 † 1248), duc de Brabant
- Godofreu (1209 † 1254), primer senyor de Gaasbeek

Vidu, es va tornar a casar el 1213 amb Maria de França (1198 † 1224), filla de Felip II August, rei de França, i d'Agnès de Merània. Foren pares de:
- Elisabet († 1272), casada el 1233 amb Thiery de Clèveris (1214 † 1244), senyor de Dinslaken; i després el 1246 amb Gérard II de Wassenberg († 1255)
- Maria, va morir jove.